# آندره شنیه
آندره ماری شنیه (به فرانسوی: André Marie Chénier) شاعر قرن هجدهم میلادی اهل فرانسه است.

## آثار
- سرود مرگ
- هرمس
- من و مرگ
- دختران جوان تارانت
- کور